# Catolicidad

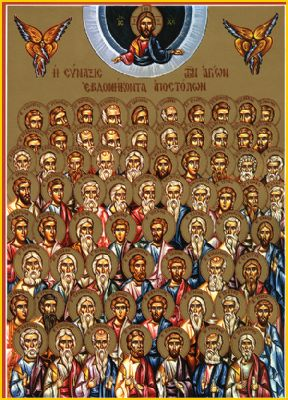
Setenta apóstoles

El término catolicidad (del griego καθολικός, «universal») ha sido profusamente usado en la eclesiología del cristianismo. Según el credo del Concilio de Constantinopla del año 381, la Iglesia Universal se define por cuatro improntas: «una, santa, católica y apostólica».
El uso más habitual se refiere a la Iglesia católica, es decir, a las comunidades y diócesis cristianas en comunión plena con el obispo de Roma, el papa, mediante el Rito latino o cualquiera de las 23 Iglesias orientales católicas. Dentro del catolicismo es la única forma utilizada habitualmente. El primer uso registrado de la expresión proviene de una epístola enviada por San Ignacio de Antioquía a los cristianos de Esmirna alrededor del año 106, en la que se designa como «Iglesia católica» a la Iglesia universal en comunión con el romano pontífice frente a varios grupos heréticos. El término, que también se utiliza en el Martirio de Policarpo y en el Fragmento Muratoriano, fue estudiado por diversos Padres de la Iglesia, como Cirilo de Jerusalén, Agustín de Hipona y Vicente de Lerins.
Tras la Reforma protestante, diversas denominaciones protestantes utilizan el término «católico» para referirse a todos los creyentes en Jesucristo a lo largo de la historia y la geografía, más allá de su denominación. Tanto las Iglesias ortodoxas como la Anglicana, Luterana y algunos metodistas afirman que sus comunidades son «católicas» en el sentido de continuar la primitiva Iglesia fundada por los apóstoles.